# Siêu cúp Anh 2025
FA Community Shield 2025 (hay Siêu cúp Anh 2025 trong tiếng Việt) là trận tranh danh hiệu FA Community Shield lần thứ 103, một trận đấu bóng đá thường niên được tranh tài bởi những người chiến thắng trong các giải đấu Ngoại hạng Anh và Cúp FA mùa trước. Nó sẽ được diễn ra tại Sân vận động Wembley ở Luân Đôn vào ngày 10 tháng 8 năm 2025 và sẽ có sự góp mặt của Liverpool, nhà vô địch Ngoại hạng Anh 2024–25 và Crystal Palace, nhà vô địch Cúp FA 2024–25.

## Các đội bóng
| Đội bóng       | Tư cách lọt vào                    | Các lần tham dự trận chung kết trước (in đậm thể hiện năm vô địch)                                                                                  |
| -------------- | ---------------------------------- | --- |
| Crystal Palace | Nhà vô địch Cúp FA 2024–25         | Không có |
| Liverpool      | Nhà vô địch Ngoại hạng Anh 2024–25 | 24 (1922, 1964, 1965, 1966, 1971, 1974, 1976, 1977, 1979, 1980, 1982, 1983, 1984, 1986, 1988, 1989, 1990, 1992, 2001, 2002, 2006, 2019, 2020, 2022) |

## Trận đấu
| Crystal Palace                         | 2–2      | Liverpool                                             |
| -------------------------------------- | -------- | ----------------------------------------------------- |
| - Mateta 17' (ph.đ.) - Sarr 77'        | Chi tiết | - Ekitike 4' - Frimpong 21'                           |
| Loạt sút luân lưu                      |          |                                                       |
| - Mateta - Eze - Sarr - Sosa - Devenny | 3–2      | - Salah - Mac Allister - Gakpo - Elliott - Szoboszlai |

| Crystal Palace | Liverpool |

| TM               | 1  | Dean Henderson       |  |       |
| HV               | 26 | Chris Richards       |  |       |
| HV               | 5  | Maxence Lacroix      |  |       |
| HV               | 6  | Marc Guéhi (c)       |  | 90+4' |
| TV               | 2  | Daniel Muñoz         |  |       |
| TV               | 20 | Adam Wharton         |  | 85'   |
| TV               | 18 | Daichi Kamada        |  | 29'   |
| TV               | 3  | Tyrick Mitchell      |  | 79'   |
| TĐ               | 7  | Ismaïla Sarr         |  |       |
| TĐ               | 10 | Eberechi Eze         |  |       |
| TĐ               | 14 | Jean-Philippe Mateta |  |       |
| Dự bị:           |    |                      |  |       |
| TM               | 44 | Walter Benítez       |  |       |
| HV               | 17 | Nathaniel Clyne      |  |       |
| HV               | 24 | Borna Sosa           |  | 79'   |
| HV               | 59 | Rio Cardines         |  |       |
| TV               | 8  | Jefferson Lerma      |  | 85'   |
| TV               | 19 | Will Hughes          |  | 29'   |
| TV               | 55 | Justin Devenny       |  | 90+4' |
| TĐ               | 21 | Romain Esse          |  |       |
| TĐ               | 22 | Odsonne Édouard      |  |       |
| Huấn luyện viên: |    |                      |  |       |
| Oliver Glasner   |    |                      |  |       |

| TM               | 1  | Alisson              |     |     |
| HV               | 30 | Jeremie Frimpong     |     |     |
| HV               | 5  | Ibrahima Konaté      | 43' |     |
| HV               | 4  | Virgil van Dijk (c)  |     |     |
| HV               | 6  | Milos Kerkez         |     | 84' |
| TV               | 17 | Curtis Jones         |     | 71' |
| TV               | 8  | Dominik Szoboszlai   |     |     |
| TĐ               | 11 | Mohamed Salah        | 87' |     |
| TV               | 7  | Florian Wirtz        | 44' | 84' |
| TĐ               | 18 | Cody Gakpo           |     |     |
| TĐ               | 22 | Hugo Ekitike         |     | 71' |
| Dự bị:           |    |                      |     |     |
| TM               | 25 | Giorgi Mamardashvili |     |     |
| HV               | 26 | Andy Robertson       |     | 84' |
| TV               | 3  | Wataru Endo          |     | 71' |
| TV               | 10 | Alexis Mac Allister  |     | 71' |
| TV               | 19 | Harvey Elliott       |     | 84' |
| TV               | 42 | Trey Nyoni           |     |     |
| TĐ               | 14 | Federico Chiesa      |     |     |
| TĐ               | 50 | Ben Doak             |     |     |
| TĐ               | 73 | Rio Ngumoha          |     |     |
| Huấn luyện viên: |    |                      |     |     |
| Arne Slot        |    |                      |     |     |

| Cầu thủ xuất sắc nhất trận đấu: Alisson (Liverpool) Trợ lý trọng tài: James Mainwaring (Lancashire) Wade Smith (Manchester) Trọng tài thứ tư: Tony Harrington (Durham) Trợ lý trọng tài dự phòng: Akil Howson (Leicestershire và Rutland) Trợ lý trọng tài video: Paul Tierney (Lancastershire) Trợ lý tổ trợ lý trọng tài video: Nick Hopton (Derbyshire) | Luật trận đấu - 90 phút - Đá luân lưu nếu kết quả hòa duy trì - Tối đa 9 cầu thủ dự bị, 6 cầu thủ có thể sử dụng. |